# Arts plastiques au VIIe siècle
Arts plastiques au VIe siècle - Arts plastiques au VIIe siècle - Arts plastiques au VIIIe siècle
Chronologie des arts plastiques

## Événements
- Vers 600 : style II classique dans l'art animalier germanique, qui se diffuse dans les royaumes barbares d'Europe moyenne de l'Ouest ; vers 630-640 apparaît le « style II évolué » ou « dégénéré »  [1].

- Vers 600-650 : troisième phase de la réalisation de peintures murales à tempera dans les grottes d’Ajantâ, sous la dynastie des Châlukya de Vâtâpi[2].

- 606 : le sculpteur japonais Tori Busshi réalise en bronze le Daibutsu au temple d'Asuka-dera, la plus ancienne sculpture connue de Bouddha au Japon[3]. Des sculptures du Bouddha commencent à être produites sur le modèle chinois.

- Vers 610 : arrivée au Japon selon la tradition du peintre du Koguryo (Corée), Donchō, expert en peinture, en fabrication du papier et d’encre. Elle marque de début de la peinture japonaise de la période d'Asuka. De nombreux artisans et artistes chinois et coréens se rendent au Japon et mettent en place un système organisé d'ateliers[4].
- Vers 620 : l’orfèvre limousin Éloi réalise le trône d’or incrusté de pierreries de Clotaire II dans l’atelier de Bobbon, trésorier du roi (il fait en réalité deux trônes avec l’or prévu pour un seul)[5].
- 623 : au Japon, un groupe sculpté bouddhique en bronze au temple Hōryū-ji à Nara par Tori Busshi est achevé[6].
- Vers 625 : sépulture monumentale de Sutton Hoo dans le Suffolk ; elle contient des objets importés de Suède, de Gaule et de Constantinople (épée, bouclier, casques, monnaies de France, argenterie byzantine)[7].
- 672-675 : sculpture du grand Bouddha rupestre de Longmen, en Chine[8].

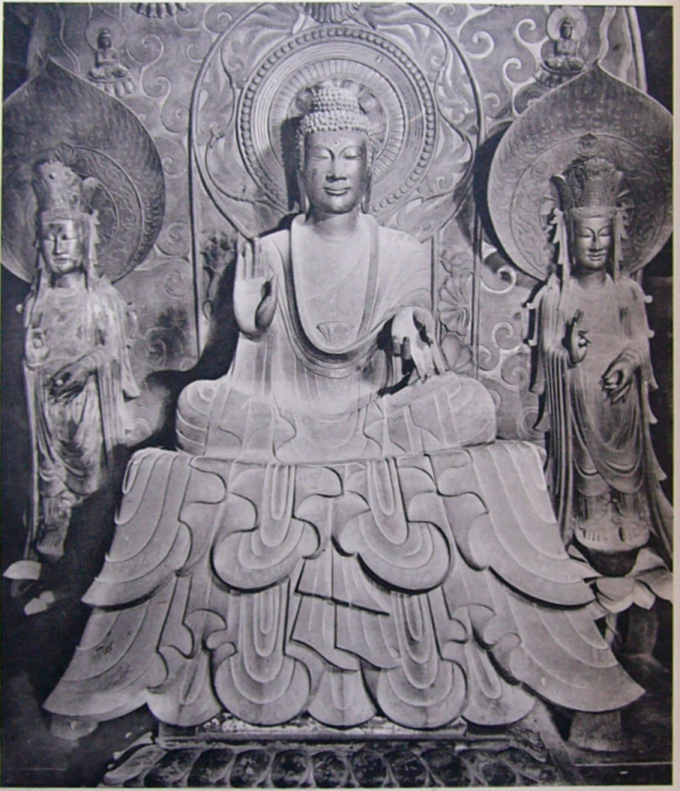
La triade de Shaka Nyorai de Hōryū-ji, 623.
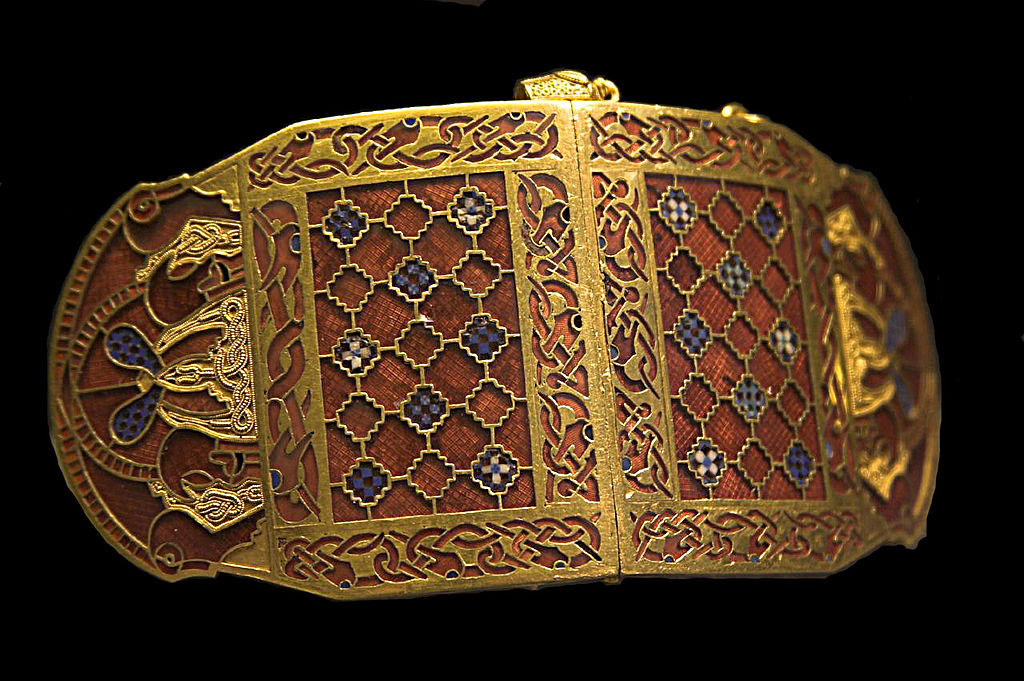
Plaque d'épaule découverte à Sutton Hoo.